# Marko Iharoš
Marko Iharoš (* 23. Juni 1996 in Bjelovar) ist ein kroatischer Fußballspieler.

## Karriere

### Verein
Iharoš begann seine Karriere beim NK Trešnjevka Zagreb. Zur Saison 2008/09 wechselte er in die Jugend von Dinamo Zagreb. Zur Saison 2015/16 rückte er in den Kader der Reserve von Dinamo, für die er in jener Spielzeit zweimal in der 2. HNL zum Einsatz kam. Nach der Saison 2015/16 verließ er Dinamo nach acht Jahren. Nach mehreren Monaten ohne Verein wechselte er im Oktober 2016 nach Slowenien zum Erstligisten NK Rudar Velenje. Für Rudar kam er bis Saisonende zu 20 Einsätzen in der 1. SNL, in denen er ein Tor erzielte. Nach der Saison 2016/17 verließ er den Verein wieder.
Nach über einem halben Jahr Vereinslosigkeit wechselte der Außenverteidiger im Februar 2018 nach Litauen zu Sūduva Marijampolė. Für Sūduva kam er zu einem Einsatz in der A lyga, ehe er den Verein im Juli 2018 wieder verließ. Nach erneut mehreren Monaten ohne Klub kehrte er im November 2018 nach Kroatien zurück und schloss sich dem NK Slaven Belupo Koprivnica an. Für Slaven Belupo absolvierte er bis zum Ende der Spielzeit 2018/19 acht Spiele in der 1. HNL. In der Saison 2019/20 kam er dreimal zum Einsatz. Zur Saison 2020/21 wechselte Iharoš nach Ungarn zum Budafoki MTE. Für Budafoki absolvierte er fünf Spiele in der Nemzeti Bajnokság, aus der er mit dem Verein zu Saisonende allerdings abstieg.
Daraufhin wechselte er zur Saison 2021/22 nach Bulgarien zu Slawia Sofia. Für Slawia kam er allerdings nur einmal im Cup zum Einsatz. Im Dezember 2021 wurde sein Vertrag in der bulgarischen Hauptstadt aufgelöst. Im Februar 2022 wechselte Iharoš zum österreichischen Zweitligisten Kapfenberger SV, bei dem er einen bis Juni 2023 laufenden Vertrag erhielt. Für die KSV kam er insgesamt zu acht Einsätzen in der 2. Liga. Nach der Saison 2021/22 verließ er die Steirer vorzeitig wieder.
Nach einem Halbjahr ohne Klub wechselte er im Februar 2023 nach Serbien zum Zweitligisten FK Radnički Belgrad.

### Nationalmannschaft
Iharoš spielte zwischen 2010 und 2013 insgesamt 24 Mal für kroatische Jugendnationalteams.